# Hauptstädte der Länder der Bundesrepublik Deutschland
Unter der Bezeichnung Hauptstädte der Länder der Bundesrepublik Deutschland gab die Deutsche Bundespost zwölf verschiedene Briefmarken in den Jahren 1964 und 1965 aus. Grundsätzlich wurden erwähnenswerte Gebäude aus diesen Städten abgebildet; es gab aber auch allgemeine Darstellungen wie in Hamburg, Kiel und Stuttgart. Gültig waren alle Ausgaben bis zum 31. Dezember 1966. Diese Serie gab es nur als Briefmarkenbogen.
Berlin war trotz des Vorbehalts der ehemaligen Besatzungsmächte nach Rechtsprechung des Bundesverfassungsgerichtes ein Land der Bundesrepublik Deutschland. Das gewählte Motiv der Briefmarke zeigt das Reichstagsgebäude. Diese Ausgabe wurde als einzige Version auch von der Deutschen Bundespost Berlin ausgegeben.
Obwohl keine Hauptstadt eines Bundeslandes, gab es eine Briefmarke mit einem Motiv der damaligen Bundeshauptstadt Bonn.

## Liste der Ausgaben und Motive
Alle Motive wurden von Heinz Schillinger entworfen.
| Beschreibung                                         | Werte in Pfennig | Ausgabedatum       | Mi.-Nr. Bund, Berlin |
| Hannover, Altes Rathaus (Niedersachsen)              | 20               | 29. April 1964     | 416                  |
| Hamburg, Hafen (Freie und Hansestadt Hamburg)        | 20               | 6. Mai 1964        | 417                  |
| Kiel, Fährhafen (Schleswig-Holstein)                 | 20               | 6. Mai 1964        | 418                  |
| München, Nationaltheater (Bayern)                    | 20               | 6. Mai 1964        | 419                  |
| Wiesbaden, Kurhaus (Hessen)                          | 20               | 6. Mai 1964        | 420                  |
| Berlin, Reichstag (Berlin)                           | 20               | 19. September 1964 | 421 236              |
| Mainz, Gutenberg-Museum (Rheinland-Pfalz)            | 20               | 25. September 1964 | 422                  |
| Düsseldorf, Jan-Wellem-Denkmal (Nordrhein-Westfalen) | 20               | 24. Oktober 1964   | 423                  |
| Bonn, Rathaus (Bundesrepublik Deutschland)           | 20               | 17. Mai 1965       | 424                  |
| Bremen, Rathaus (Freie Hansestadt Bremen)            | 20               | 17. Mai 1965       | 425                  |
| Stuttgart, Stadtansicht (Baden-Württemberg)          | 20               | 17. Mai 1965       | 426                  |
| Saarbrücken, Ludwigskirche (Saarland)                | 20               | 23. Oktober 1965   | 427                  |

## Gedenkmünzenserie
Seit dem Jahre 2006 werden die heutigen Bundesländer jährlich mit einer 2-Euro-Gedenkmünze geehrt. Zwei der auf den Briefmarken gewählten Motive wurden auch auf den Gedenkmünzen ausgegeben: 2009 die Ludwigskirche für das Saarland und 2010 das Bremer Rathaus.